# 董企铭
董企铭（1947年1月—），浙江省奉化县人。中国金属材料学家，前洛阳工学院院长，前河南科技大学校长，河南工业大学校长，现任郑州大学西亚斯国际学院副院长。

## 生平
为国家有突出贡献专家。于1969年8月参加工作。1970年8月，本科毕业于西安交通大学金相专业。1981年10月，毕业于北京钢铁学院（今北京科技大学），获得硕士学位。
曾任青海省机床附件厂技术科副科长。先后担任洛阳工学院热处理教研室的教师，洛阳工学院机械二系副主任，洛阳工学院教务处副处长、科技处处长，洛阳工学院副院长和院长。2002年7月，出任河南科技大学校长。2004年7月，出任河南工业大学校长，并担任大学党委副书记。2010年6月出任郑州大学西亚斯国际学院副院长，分管学务招生就业工作。董企铭并是中国全国热处理学会的副理事长。